# Рух Беса
Рух Беса (мак. Движење Беса; алб. Lëvizja Besa) — політична партія албанців у Македонії, заснована 22 листопада 2014 року в Скоп'є. Головою партії є Білял Касамі, а генеральним секретарем Афрім Гаші. На парламентських виборах 2016 року Рух Беса здобув п'ять місць, що робить її другою за величиною албанською партією в парламенті

## Фінансова звітність
Згідно з балансом у 2016 році, партія отримала доходів 58500 євро (з них, дохід від членських внесків та пожертв склав 57000 євро), витрати склали 70000 євро.